# Tine Baanders
Martina (Tine) Baanders (Amsterdam, 4 augustus 1890 – Maarssen, 24 november 1971) was een Nederlands illustrator, ontwerper, stempelgraveur, typograaf, lithograaf, tekenaar, sierkunstenaar, boekbinder, docent aan academie, textielkunstenaar en boekbandontwerper. 

## Levensloop
Baanders was de dochter van architect Hermanus Hendrikus Baanders en de jongste zuster van de architecten H.A.J. Baanders en Jan Baanders. De beeldhouwster Nina Baanders-Kessler is een aangetrouwde nicht.
Baanders van 1906 tot 1909 volgde een opleiding  aan het Instituut voor Kunstnijverheidsonderwijs in Amsterdam bij de afdeling decoratief tekenen. Hierna volgde zij een zomersemester aan de Kunstgewerbeschule in Zürich voor de vakken boekbinden en lithografie. Aansluitend bezocht zij in 1911 in Amsterdam de Rijksakademie van beeldende kunsten. 
Na de Rijksacademie was Baanders als ontwerper werkzaam bij een grafisch bureau van 1911 tot 1939 in Amsterdam, en daarna in Baambrugge tot 1948 en in Enschede tot 1953.
Zij was van 1919-1955 docent boekbinden aan de Dagteeken- en Kunstambachtsschool voor Meisjes en het Instituut voor Kunstnijverheidsonderwijs, voorlopers van de Gerrit Rietveld Academie te Amsterdam, en van 1949-1953 docent kalligrafie aan de AKI in Enschede. Zij was lid van de GVN (Grafische Vormgevers Nederland). Een van haar leerlingen was Dieuwke Kollewijn.

## Eigen werk
Baanders  ontwierp ook ex-libris en oorkonden en bekend van haar zijn twee fraaie boekbanden voor Tieleman & Dros (Nederlandsche Molens) en voor de telefoondienst in Amsterdam.
In opdracht van het Architectenbureau H.A.J. Baanders en Jan Baanders Sr. ontwierp en vervaardigde Tine de plafond- en wandschildering in het Ontspanningsgebouw Courzand in Tuindorp Heijplaat in Rotterdam. Helaas brandde Courzand af en ging deze decoratie verloren.
Op de Wereldtentoonstelling van 1937 in Parijs was het werk van Baanders onderscheiden met een gouden medaille in de categorie Grafische kunsten (ontwerpers en illustrators).
- Biografisch Portaal: 87927787
- Digitale Bibliotheek voor de Nederlandse Letteren: baan008
- Gemeinsame Normdatei: 1080935088
- International Standard Name Identifier: 0000 0000 6823 826X
- Nederlandse Thesaurus van Auteursnamen: 069918325
- RKD-Nederlands Instituut voor Kunstgeschiedenis: 3185
- Union List of Artist Names: 500116705
- Virtual International Authority File: 96546330
- WorldCat: E39PBJcGrQWQkY4K8X9xVrWxDq